# 863 (szám)
A 863 (római számmal: DCCCLXIII) egy természetes szám, prímszám.

## A szám a matematikában
A tízes számrendszerbeli 863-as a kettes számrendszerben 1101011111, a nyolcas számrendszerben 1537, a tizenhatos számrendszerben 35F alakban írható fel.
A 863 páratlan szám, prímszám. Biztonságos prím. Normálalakban a 8,63 · 102 szorzattal írható fel.
A 863 négyzete 744 769, köbe 642 735 647, négyzetgyöke 29,37686, köbgyöke 9,52073, reciproka 0,0011587. A 863 egység sugarú kör kerülete 5422,38892 egység, területe 2 339 760,819 területegység; a 863 egység sugarú gömb térfogata 2 692 284 782,4 térfogategység.
A 863 helyen az Euler-függvény helyettesítési értéke 862, a Möbius-függvényé −1.